# Nösund
Nösund is een plaats in de gemeente Orust in het landschap Bohuslän en de provincie Västra Götalands län in Zweden. De plaats heeft 91 inwoners (2005) en een oppervlakte van 28 hectare.